# Robert Pierrepont (1er comte de Kingston-upon-Hull)
Robert Pierrepont, 1er comte de Kingston-upon-Hull (6 août 1584 - 25 juillet 1643) est un noble anglais qui rejoint le côté royaliste dans la guerre civile anglaise après un certain retard et devient lieutenant-général des comtés de Lincoln, Rutland, Huntingdon, Cambridge et Norfolk. Il est tué dans un incident de tir ami après avoir été capturé par les forces parlementaires.

## Biographie
Il est étudiant de premier cycle de l'Oriel College, à Oxford en 1596 et est un bienfaiteur de la reconstruction du Fronton du collège.
Il est député du Nottinghamshire en 1601, devient juge de paix du Nottinghamshire en 1608 et est nommé haut shérif du Nottinghamshire en 1615. Il est créé baron Pierrepont et vicomte Newark en 1627, devenant comte de Kingston-upon-Hull l'année suivante.
Il reste neutre lors du déclenchement de la Première révolution anglaise. Il finit par devenir royaliste, rejoignant le roi Charles et est nommé lieutenant général des forces royales dans les comtés de Lincoln, Rutland, Huntingdon, Cambridge et Norfolk.
Alors qu'il défend Gainsborough, il est fait prisonnier. Il est tué le 25 juillet 1643, à l'âge de 58 ans, alors qu'il est conduit à Hull par bateau le long de la rivière Trent. Les forces royalistes ont tiré sur ses ravisseurs depuis la rive du fleuve, tuant accidentellement le comte dont le corps est coupé en deux par un boulet de canon.

## Famille
Il est le deuxième fils d'Henry Pierrepont de Holme Pierrepont, Nottinghamshire et Frances Cavendish, fille de Sir William Cavendish et Elizabeth Hardwick. Sa sœur est devenue Grace, Lady Manners de Haddon Hall.
Il épouse Gertrude Talbot, fille de Henry Talbot (1554-1596) (Henry est le fils de George Talbot (6e comte de Shrewsbury)) et Elizabeth Reyner (née en 1556) le 8 janvier 1601 à Overton Longueville, Huntingdonshire .
Le comte a cinq fils, dont l'aîné est son héritier Henry Pierrepont (1er marquis de Dorchester). Ses autres fils sont Francis Pierrepont (mort 1659), un colonel dans l'armée parlementaire et ensuite membre du Long Parlement, et William Pierrepont (homme politique) (1608-1679), beau-père de Gilbert Holles (3e comte de Clare) et d'Henry Cavendish, duc de Newcastle upon Tyne. Robert a également une fille, Lady Frances (née en 1615), qui épouse Philip Rolleston.
En 1633, il achète Thoresby Park, où son fils Henry construit le premier Thoresby Hall en 1670.